# ブレインロット
ブレインロット（英:Brain rotもしくはBrainrot、「脳腐れ」や「脳の腐敗」を意味する）とは、価値の低いと思われるインターネットコンテンツ、またはそれによって引き起こされる精神的・認識的な影響のことである。あるいは、認識機能を害するようなデジタルメディアの使い過ぎ（特に短時間の快楽)を意味することもある。もともとこの単語はα世代やZ世代の人々のオンラインカルチャーを指して使われていたが、現在ではより広く用いられている。
「ブレインロット」という言葉は2024年に他の単語を抜かして、オックスフォード大学出版局によってオックスフォード・ワード・オブ・ザ・イヤー (英語版) に選定された。同大学出版局では、「凡庸で取るに足らないオンラインコンテンツの過剰な視聴による精神的、知的水準の低下した状態」と定義されている。

## 起源と用例
オックスフォード大学出版局によれば、この語の初出は1854年のヘンリー・デイヴィッド・ソローによる書籍『ウォールデン 森の生活』までさかのぼる。彼は複雑な考えやアイデアが以前よりあまり高い評価を受けなくなったことを、1840年代のヨーロッパで起きたジャガイモの不作による飢饉を指す語である「potato rot」になぞらえて知的水準の低下であると批判した。
ネット用語としては、2004年前半から使用された。2007年には、Twitterユーザーが恋愛バラエティ番組、ゲーム、ネット上での交流などを表現するときに使用した。2023年に急速に有名になりネットミームとなる前から、2010年代にはネット用語としての使用が増加していた。2024年には、α世代のネット習慣について「オンラインカルチャーに熱中し過ぎである」と批判する文脈で最も使われた単語である。具体的には、いわゆるコピペやスラングといったネット上の情報のみに依存した個人の語彙力の低下を指す。オックスフォード大学出版局によれば、2023年から2024年にかけて、100万語あたりの使用頻度が2.3倍に増加した。
2024年には、Y世代のオーストラリアの上院議員のファティマ・ペイマンが議会でα世代のスラングを使って演説を行った。「社会のよく忘れられる世代に呼びかける」と始め、Z世代とα世代に向け、「残りのスピーチをより親しまれる言葉で行う」と発言した。ネットスラングを用いつつ、当時審議中だった14歳以下のソーシャルメディアの使用を禁止するオンライン安全法改正案を批判し、「もしかするとまだ投票できない人もいるかもしれないけど、行動を起こせば、オーストラリアをもっと活気あるものにできると思っている。最高!!」と締めくくった。しかし、彼女の21歳の事務所スタッフによって書かれたこのスピーチは「ブレインロット」の典型例というレッテルを貼られた。
翌2025年1月には、カトリック教会のトップであるローマ教皇フランシスコがこの語を使用し、SNSの使用機会を減らすことで、「脳の腐敗」を防ぐよう呼びかけた。